# Natalia Málaga
Natalia María Málaga Dibós é uma ex-voleibolista indoor e treinadora peruana. Como jogadora atuava na posição de atacante em clubes nacionais e internacionais e integrou a lendária geração da Seleção Peruana de Voleibol Feminino que por muitos anos estabeleceu a hegemonia no continente.Em clubes possui a medalha uma medalha de bronze no Campeonato Sul-Americano de Clubes de 1992 no Brasil e a prata na edição de 1994 na Colômbia.

## Carreira
Ao lado de Gastón Acurio, representante da Gastronomia Mundial, Málaga é uma das duas pessoas mais populares e respeitadas no Peru. Pertencente a  uma das famílias mais distintas  do Peru,  a  'Família Dibos', sobrenome de peso  também no esporte, como é caso do seu primo Francisco Pancho Boza Dibos e seu tio Ivan Dibos Mier. Trilhou desde pequena e dando indícios de atleta promissora, incentivada por seus formadores, amigos e companheiros da modalidade, galgou  na luta pelo sonho de um dia vestir a camisa da Seleção Peruana. De baixa estatura, mas isso não impediu sua superação  e disciplina fez com que notassem seu talento, principalmente suas treinadoras as ex-voleibolistas: Norma Velarde e Luisa Fuentes, foi nos anos 70 que o interesse nacional pelo voleibol aumentou, diante dos resultados destas.
Subiu de categoria em pouco tempo para jogar na Seleção Peruana Infanto-juvenil, era o início de sua experiência internacional, foi no início de 1980 que contribuiu na conquista do Campeonato Sul-Americano Infanto-Juvenil e do Campeonato Sul-Americano Juvenil. Nesse mesmo ano, convocada e mencionada com atleta olímpica e na ex-União Soviética passou despercebida, quando disputou na categoria juvenil contra equipas adultas dos países da Cortina de Ferro, como a República Democrática Alemã (RDA) e da União Soviética, uma época difícil e quase todas as despesas do Peru foram pagos pelo Kremlin nos Jogos Olímpicos de Verão de 1980 em Moscou.
Os frutos das experiências internacionais nas categorias de base, surgia a novata Natalia Málaga com apenas 18 anos de idade e sendo a sensação no Campeonato Sul-Americano Juvenil na conquista diante da Seleção Brasileira Juvenil. Mesmo com obstáculos financeiros o Peru formou jogadoras de nível mundial como: Denisse Fajardo, Gina Torrealba, Cecilia del Risco, Cenaida Uribe, e Aurora Heredia entre outras estrelas internacionais.Em meados de 1984, o técnico Man Bok Park  viu em  Málaga  a substituta da Carmen Pimentel, daí em diante se tornou uma celebridade no país e principalmente, juntamente com as demais estrelas do voleibol peruano consegue chegar na inédita final olímpica  de Seul de 1988.A sua baixa estatura não lhe impediu de se tornar uma das  maiores jogadoras da história do voleibol peruano, principalmente no período conturbado no qual o país vivia uma guerra civil. A liderança de Málaga na olimpíada se assemelhava ao seu perfil de treinadora  comparada até a do ex-goleiro José Luis Chilavert do Paraguai.
Pelo Allianza Lima disputou a edição do Campeonato Sul-Americano de Clubes de 1994 em Medellín e conquistou a medalha de prata e recebeu o prêmio de Melhor Jogadora (MVP) da competição.
Em 2003 após uma brilhante carreira de 23 anos dedicados ao esporte aposenta-se oficialmente, o voleibol peruano passando por dificuldade de renovação a altura desta geração notável que fazia Málaga, diante disso, sentir a necessidade de transmitir sua experiência continua ligada ao esporte como treinadora visando recolocar o Peru  em posição melhor no cenário original. Em sua galeria de medalhas e troféus conquistou títulos internacionais, desde Tóquio (Japão) e Londres (Reino Unido) para Lausanne,na Suíça  e Santiago, no Chile. Como jogadora tem ao todo tem quatro medalhas em mundiais  (três de prata e uma de bronze),  cinco medalhas de ouro  na América do Sul e três medalhas em Jogos Pan-Americanos, além de torneios não oficiais, quando o Peru era convidado para trocar de experiências com equipes europeias, NORCECA, Oriente, ex-URSS e outros países de Leste, todo o somatório de conquistas representando um recorde para um atleta do sexo feminino  oriunda de um  país do Terceiro Mundo onde não havia uma estrutura da modalidade para amadorismo e não tinham incentivo do governo para esporte olímpico.
Foi atleta mais jovem a conquistar medalha em Campeonato Mundial, conquistando a medalha de prata na edição de 1982 realizada em Lima sua cidade natal. Participou de quatro Olimpíadas: Moscou 1980, Los Angeles 1984, Seul 1988, Sydney 2000. Venceu três Torneios Pré-olímpicos em Brasil, Uruguai e Lima, sendo nesta sua maior atuação.Disputou os Mundiais de  1986, 1990 e 1994.
No início da carreira  Luisa Fuentes e Norma Velarde foram suas treinadoras, foi de fundamental importância para sua formação de atleta, principalmente categoria  juvenil do Peru alcançou o sucesso entre 1978 e 1982, geração composta de doze jovens reveladas entre estas: Cecilia Tait e Gina Torrealba, bem como Denisse Fajardo e Garcia Rosa com vitórias consecutivas no continente iniciando uma nova era para o Peru.O sucesso foi enorme  com esta geração quando chegou às finais da  II edição do Campeonato Mundial Juvenil de 1981 na Cidade do México, emocionando o país , ficando com  a prata dia da Seleção Sul-coreana Juvenil.Tal proeza de Málaga e seus companheiras constituiu um feito para o voleibol juvenil  latino como melhor resultado até 1985. Desde 1980 a 2003, Málaga nunca ficou de fora da Seleção Peruana, mas não era titular, servia no fundo quadra para ganhar experiência internacional e  a seus 1,70 m de altura, lutando desde o princípio pelo reconhecimento visando a titularidade.
Em 1983, o técnico Man Bok Park em preparação para os Jogos Pan-Americanos de 1983  em Caracas, precisou efetuar algumas mudanças na seleção após saída de Ana Cecília Carrillo, Silvia León  e da ex-levantadora:  Raquel Chumpitaz, sofreu lesões e casou-se com europeu e mudou-se para Hungria e não podia  mais representar o seu país, diante desses desfalques Carmen Pimentel, Denisse Fajardo e Gina Torrealba foram convocadas para substituí-las, os resultados na primeira etapa não foram bons, com duas derrotas, para as seleções dos EUA e Cuba e uma vitória equilibradíssima contra a Seleção Brasileira por 3 sets a 2, mas chegaram as finais  e  foram eliminadas na semifinal pelo selecionado cubano por 3 sets a 0 e  disputaram a medalha de bronze com o Brasil , vencendo por 3 sets a 1.
Com status de equipe vice-campeã do mundo no Mundial de 1982, a Seleção Peruana foi convidado  pelo Comitê Olímpico da ex-União Soviética para  disputar o Spartakiada-este era um evento similar aos Jogos Olímpicos- uma Olimpíada soviética realizada durante a Guerra Fria em Moscou no segundo semestre de 1983, não conseguindo chegar nem as semifinais. Após  os Jogos Pan-Americanos surge a figura de Natalia Málaga e serviu de grande inspiração para muitos atletas olímpicos (masculino ou feminino) da América Latina desde meados dos anos 1980, quando difundiu seu talento no mundo e foi considerada uma das melhores jogadoras dos Jogos Olímpicos de Verão de 1984, mesmo sem ganhar a medalha olímpica ela individualmente teve seu destaque.
Desde então, Málaga sempre correspondeu as expectativas, principalmente quando Carmen Pimentel não vinha bem nos últimos anos e era a melhor escolha quando o técnico Man Bok Park enfrentou dificuldades para qualificar suas comandadas a segunda fase do torneio olímpico de 1984 apesar do boicote soviético aos jogos.Com seu espírito de luta liderou a equipe até terminar na 4ª colocação, após na primeira fase perder para a representação japonesa, vencer as canadenses  e conquistou uma vitória histórica frente à Seleção Sul-coreana, que era bicampeã mundial juvenil (1977 e  1981), sendo a primeira vitória da Seleção Peruana desde 1960 e foi uma revanche pela da derrota sofrida no Mundial, dois anos antes, onde perderam nas semifinais para a seleção dos EUA por 3-0 e na disputa da medalha de bronze perdem para a equipe japonesa por 3-1.
Em 1980 com alto nível alcançado no voleibol, transfere-se para mudou-se para Seul  por um curto período para disputar  a V-League (Coreia do Sul), tornando-se uma das atletas da América Latina a jogar em torneio Asiático ao lado da brasileira Maria Isabel Barroso Salgado do Brasil que atuou no Japão Japão), mas visava  se reconhecida como profissional no voleibol italiano ou brasileiro, sonho que perseguiu e alcançou no final desta década.No auge de sua carreira foi disputar o Campeonato Mundial na Chéquia após o título Sul-Americano, onde ganhou a medalha de bronze derrotando a Alemanha Oriental por 3 sets a 1 e impuseram respeito as adversárias como as equipes de Cuba, República Democrática Alemã (RDA) e República Popular da China), surpreendentemente poderia atuar e quaisquer posições em quadra.
Em 1987 integrando a Seleção Peruana derrotou o selecionado brasileiro Torneio Pré-olímpico em Maldonado, no Uruguai e classificaram-se para a Olimpíada de Seul de 1988. Conquistou a Copa da Libertação na Checoslováquia no mês anterior e a Torneio Internacional Copa do Japão em preparação rumo ao ouro olímpico; antes da olimpíada, a Seleção do Peru recusou convite para disputar uma competição internacional em Havana,Cuba. Começa a batalha pelo ouro de Seul, além de Málaga,  também estavam  as atletas que futuramente integrariam o Hall da Fama Cecilia Tait e Gabriela Pérez del Solar, estreando com 3 sets a 0 frente o Brasil, depois tiveram a revanche do Campeonato Mundial de 1982 contra a Seleção Chinesa vencendo por 3 sets a 2  e pelo mesmo placar a Seleção Norte-americana se classificando em primeiro lugar no Grupo B. Nas semifinais enfrenta o selecionado japonês e vence  no set de desempate e chega a tão sonhada final diante da ex-URSS, foi uma final emocionante  como a final feminina no basquete na Olimpíada de Munique de 1972, na primeira final peruana da história, a vencedora foi a Seleção da União Soviética, mas mesmo com a derrota esta inédita final peruana rendeu-lhe as primeiras páginas dos jornais que antes era ocupado apenas pelo futebol, e constituiu um marco histórica do esporte do peruano.
Málaga teve um grande desempenho em Seul e jogou profissionalmente no voleibol italiano, jogou no voleibol brasileiro, onde foi muito respeitada assim como Cecilia Tait sua compatriota e da brasileira Ana Beatriz Moser, venceu seus últimos Campeonatos Sul-Americanos realizado no Brasil (1991) e no Peru(1993), neste com liderança de Málaga, Gabriela Pérez del Solar e Sonia Ayucan,  conquistaram o ouro ao derrotar o Brasil, depois de perder para o mesmo nos Jogos Olímpicos de Verão de 1992 em Barcelona, por amor ao país ainda jogou por mais 10 anos, mas os tempos áureos do voleibol peruano estava declinando quanto a renovação e formação de grandes jogadoras.
Na temporada 1994-95 reforçou o Cepacol/São Caetano na primeira edição da Superliga Brasileira A correspondente a esta jornada esportiva ocasião que a equipe encerrou na quinta colocação.
Em junho de 1996 nasce sua filha que também se chama Natalia.Foi casada por nove anos com um jogador de futebol.Em 1997
Regatas Lima conquistou o título do Campeonato Peruano. .Já atuou pelos clubes brasileiros da Mesbla/Recra na temporada 1997-98, disputou a correspondente Superliga Brasileira A, encerrando na décima posição e Colgate/São Caetano
Em 2000 reforçou  o clube brasileiro Petrobrás/Força Olímpica do Distrito Federal e disputou a Superliga Brasileira A 2000-01 na qual avançou as finais novamente, mas após eliminação nas semifinais, encerrou com sua equipe na oitava posição.Foi a inspiração para alcançar a qualificação ao vencer a Argentina por 3-2 e se classificar para os Jogos Olímpicos de Verão de 2000 em Sydney. Foi no Campeonato Sul-Americano de Voleibol Feminino de 2003 sua última partida em competições internacionais, mas contentou-se com a medalha de bronze. Nos anos seguintes assumiu seu posto a jogadora Leyla Chihuan.No final de 2000,  é convidada para ser treinadora da categoria juvenil  peruana, antes atuava como comentarista de voleibol na TV.
Na jornada seguinte  reforçou a equipe do ACF/Prefeitura de Campos conquistando o título do Campeonato Carioca em 2001, também disputando no mesmo ano conquistou o título do Campeonato Paranaense, da Taça Premium e da Copa Sudeste, além dos vice-campeonatos do Grand Prix Brasil  e da Supercopa .E na Superliga Brasileira A 2001-02 encerrou na quarta posição
Após recusar convites de amistosos na Rússia conduziu  seu selecionado na conquista da Copa Pan-Americana Juvenil sediada em Lima, com jogadoras bastante jovens como: Clarivett Yllescas, Brenda Uribe e Ginna López , todas com 17 anos de idade;um dos fatores para o sucesso foi o intercâmbio em uma turnê de 4 semanas pela Europa: Sérvia, Turquia, Eslováquia, Itália e Espanha. Em suas horas vagas Málaga pratica surf na costa peruana,  passeios a cavalo e brincar com seus cães e se dedica a sua filha.
Em 2008 atuou pela Seleção Peruana  e a equipe não se qualificou diante da Seleção Venezuelana no Torneio Pré-Olímpico  não podendo participar dos Olimpíada de Pequim de 2008, para tristeza do Peru. No ano de 2010 comandou a Seleção Juvenil  na conquista da medalha de prata no Campeonato Sul-Americano de Voleibol Feminino Sub-20 em  Envigado & Itagüí na Colômbia e também conquista a medalha de bronze nos Jogos Olímpicos da Juventude de 2010 em Singapura. Em 2011 de posse do cargo de treinadora, comanda a equipe na  disputa do Campeonato Mundial Juvenil em Lima e Trujillo, ocasião que alcançou a sexta posição.
No Campeonato Mundial de 2010, sediado no Japão venceu a Seleção Argelina, porém teve uma vitória difícil sobre a  Seleção Costa-riquenha com parciais. No mesmo ano  não se qualificaram para disputar o Grand Prix de 2012, após perder para Argentina no  Campeonato Sul-Americano de Voleibol Feminino de 2011 na semifinal por 3-0, competição vencida pelo Brasil. Na temporada 2012-13 foi é treinadora do Club Deportivo Universidad César Vallejo.

## Títulos e resultados
- Jogos Olímpicos de Verão:1984[21]
- Torneio Sul-Americano Pré-Olímpico:1987
- Torneio Sul-Americano Pré-Olímpico:2008
- Copa do Japão:1987ref name="wfvpnm"/>
- Superliga Brasileira A: 2001-02[16]
- Campeonato Peruano:1997[7]
- Copa Sudeste:2001[16]
- Taça Premium:2001[16]
- Grand Prix de CLubes:2001[16]
- Supercopa de Clubes Campeões:2001[16]
- Campeonato Carioca:2001[13]
- Campeonato Paranaense:2001[16]

## Premiações individuais
- MVP do Campeonato Sul-Americano de Clubes de 1994[4]
- Seleção do Campeonato da Olimpíada de 1984[20]
- MVP do Campeonato Peruano de 1992[26]